# Reflex Gold Piano Jazz, Vol. 2
REFLEX Gold Piano Jazz, Vol. 2 — вторая часть джазового инструментального альбома российского продюсера и музыканта Вячеслава Тюрина, выпускающего свои работы под псевдонимом VIVITI. Пластинку выпустил лейбл Reflexmusic 7 марта 2025 года на стриминговых сервисах. На диске представлены 8 треков из репертуара группы REFLEX в пиано-джазовой обработке. Первая часть альбома вышла 24 декабря 2022 года.  

## Работа над альбомом
Вячеслав Тюрин сам записал все партии музыкальных инструментов: пиано, гитара, бас, барабаны, сведение, мастеринг. В записи альбома также участвовал музыкант Сергей Харчев (пиано, саксофон, гитара). Первая часть джазового альбома вышла в конце декабря 2022 года. Тогда же сообщалось, что продолжение выпустят весной 2023 года. В итоге релиз перенесли на более позднее время. По словам композитора, новая работа — «это не повторение, не цитата, не воспоминание — это перерождение». 

## Реакция критики
Алексей Мажаев из информагентства InterMedia высоко оценил альбом, поставив 8 из 10 баллов. Он услышал в нём преобладание smooth jazz — приятной фоновой музыки для релакса. Критик отнёс работу к концепции «красивые мелодии, сыгранные на живых инструментах». «Тёплое фортепиано, вкрадчивый саксофон, вдохновляющие мотивы — а что ещё нужно для хорошего вечера?» — убеждён автор рецензии. Также он отметил, что первая часть альбома, состоящая из золотых хитов группы REFLEX, отлично подошла для импровизированного караоке, потому что «слова слушатели всё равно помнят наизусть, им трудно удержаться от самопроизвольного подпевания». А во второй части помимо шлягеров присутствуют и менее заслушанные композиции, но это никак не сказывается на качестве мелодий и аранжировок.

## Список композиций
| №                   | Название                  | Автор(ы)                      | Длительность |
| ------------------- | ------------------------- | ----------------------------- | ------------ |
| 1.                  | «Дальний свет»            | Вячеслав Тюрин, Ирина Нельсон | 2:48         |
| 2.                  | «Жёсткое диско»           | Вячеслав Тюрин                | 3:45         |
| 3.                  | «Зима»                    | Вячеслав Тюрин                | 3:15         |
| 4.                  | «Потому что не было тебя» | Вячеслав Тюрин                | 4:01         |
| 5.                  | «Снег в моей душе»        | Вячеслав Тюрин                | 3:23         |
| 6.                  | «Я буду небом твоим»      | Вячеслав Тюрин                | 3:31         |
| 7.                  | «Я буду помнить»          | Ирина Нельсон                 | 4:12         |
| 8.                  | «Я разбила небо»          | Вячеслав Тюрин                | 3:15         |
| Общая длительность: | Общая длительность:       | Общая длительность:           | 28:00        |

## Участники записи
- Вячеслав Тюрин — пиано, гитара, бас, барабаны, сведение, мастеринг
- Сергей Харчев — пиано, саксофон, гитара